# Liste der Monuments historiques in Rieulay
Die Liste der Monuments historiques in Rieulay führt die Monuments historiques in der französischen Gemeinde Rieulay auf.

## Liste der Bauwerke
| Bezeichnung              | Beschreibung | Standort                       | Kennzeichnung | Schutzstatus | Datum | Bild           |
| ------------------------ | ------------ | ------------------------------ | ------------- | ------------ | ----- | -------------- |
| Taubenhaus des Schlosses |              | 16, rue Suzanne-Engrand (Lage) | PA00107785    | Inscrit      | 1973  | weitere Bilder |